# Splendrillia jarosae
Splendrillia jarosae là một loài ốc biển, là động vật thân mềm chân bụng sống ở biển thuộc họ Drilliidae.